# Farzaneh Fasihi
Farzaneh Fasihi, née le 3 janvier 1993 à Ispahan (Iran), est une athlète iranienne, spécialiste du 100 mètres.

## Carrière
Elle devient la première athlète féminine iranienne à se qualifier pour les Championnats du monde en salle 2020.
En 2021, elle reçoit une place dans l'équipe d'Iran aux Jeux olympiques d'été de 2020 grâce aux quotas du Comité international olympique. Là, elle participe au tour préliminaire où elle termine 1re de sa série en 11 s 76 avant d'être éliminée lors du premier tour où elle termine dernière de sa série en 11 s 79.
En 2022, elle bat le record d'Iran du 100 m en réalisant 11 s 44 à l'occasion des championnats de Turquie.
Lors des Jeux de la solidarité islamique de 2021 qui ont eu lieu en 2022, elle remporte la médaille d'argent du 100 m en 11 s 12 juste derrière la Bahreïnie Edidiong Odiong.
Dépossédée du record en 2023 par Hamideh Esmaeilnejad, elle le récupère en 11 s 41 le 1er juillet 2023 à Almaty. Aux championnats d'Asie de Bangkok, elle obtient la médaille d'argent en 11 s 39, tandis que Esmaeilnejad établit un nouveau record national en séries (11 s 33).
En 2024, Farzaneh Fasihi devient championne d'Asie sur 60 m (piste courte) en 7 s 20, nouveau record d'Iran.

## Palmarès
| Date | Compétition                     | Lieu    | Rang | Epreuve   | Temps         |
| ---- | ------------------------------- | ------- | ---- | --------- | ------------- |
| 2012 | Jeux d'Asie de l'Ouest          | Téhéran | 1re  | 100 m     | 11 s 99       |
| 2012 | Championnats d'Asie de l'Ouest  | Dubaï   | 2e   | 100 m     | 12 s 06       |
| 2016 | Championnats d'Asie en salle    | Doha    | 5e   | 60 m      | 7 s 45        |
| 2016 | Championnats d'Asie en salle    | Doha    | 2e   | 4 x 400 m | 4 min 06 s 51 |
| 2018 | Championnats d'Asie en salle    | Téhéran | 3e   | 60 m      | 7 s 44        |
| 2022 | Jeux de la solidarité islamique | Konya   | 2e   | 100 m     | 11 s 12       |
| 2022 | Jeux de la solidarité islamique | Konya   | 5e   | 4 x 400 m | 4 min 32 s 48 |
| 2023 | Championnats d'Asie en salle    | Astana  | 1re  | 60 m      | 7 s 28        |
| 2023 | Championnats d'Asie             | Bangkok | 2e   | 100 m     | 11 s 39       |
| 2024 | Championnats d'Asie en salle    | Téhéran | 1re  | 60 m      | 7 s 20        |

### Records personnels
| Course | Temps       | Lieu    | Date            |
| ------ | ----------- | ------- | --------------- |
| 60 m   | 7 s 20 (NR) | Téhéran | 18 février 2024 |
| 100 m  | 11 s 39     | Bangkok | 14 juillet 2023 |